# Тети (Атина)
Тети (грч. θῆτες) су били припадници ниже класе атинског друштва у 5. веку п. н. е. 

## Права
Солон је 594. п. н. е. изабран за архонта са посебним овлашћењима да донесе законе. Солон је грађане Атине поделио у четири класе према годишњој висини прихода. У класу тета је спадао атински грађанин чији су годишњи приходи са њива, повртњака и воћњака били мањи од 200 чврстих или течних мера (зрно; вино, маслиново уље...). У складу са годишњим приходима одређивао се и обим права која грађанин поседује. Тети су били обавезни да служе у пешадији као лако наоружани пешаци. Припадници класе тета могли су се кандидовати за: 
- Веће 400
- Еклесију